# Urbain De Brauwer
Pour les articles homonymes, voir De Brauwer.
Urbain De Brauwer, né le 6 janvier 1940 à Ursel, est un coureur cycliste belge. 
Il est professionnel de 1963 à 1976. En 1962, il est 16e du championnat du monde du contre-la-montre par équipes à Salò, avec Wilfried Bonte, Jozef Timmerman et Leopold Vergauwe comme coéquipiers.

## Palmarès
- 1963
  - 2e du championnat provincial du Hainaut
  - 2e de la Wingene Koers
  - 3e de Heestert-Tournai-Heestert
- 1964
  - 3e du Circuit de la vallée de la Lys
- 1965
  - 3e du Prix de Saint-Lievin-Esse
  - 3e de la Flèche enghiennoise
- 1969
  - Roubaix-Cassel-Roubaix[2]
  - 3e du Circuit de la région frontalière
- 1974
  - 2e de la Gullegem Koerse